# Roman Reloaded (canción)
«Roman Reloaded» (en español, «Roman Recargado») es una canción de la rapera de Trinidad y Tobago Nicki Minaj. Después de haber sido estrenada el 23 de febrero de 2012, en el Hot 97 de radio, «Roman Reloaded» fue lanzado a los medios digitales al día siguiente. Es el tercer sencillo promocional de Pink Friday: Roman Reloaded , después de «Roman in Moscow» y «Stupid Hoe». Fue producido por Rico Beats.

## Antecedentes
«Roman Reloaded» fue lanzado inicialmente como tercer sencillo promocional, cuenta con Lil Wayne. Minaj estrenó la canción el 23 de febrero de 2012 en la estación de radio Hot97 y fue lanzado para descarga digital el 24 de febrero de 2012.

## Crítica
La canción ha recibido críticas positivas por parte de los críticos de música. MTV dijo que "Roman Reloaded parece ser una vuelta al estilo duro del rap de Nicki recordando al mixtapes como Beam Me Up Scotty ...... Cómo el título clave en Pink Friday: Roman Reloaded está por verse, pero como independiente, se demuestra que cuando se trata de simplemente arrojar las barras de rap, Nicki Minaj sigue siendo la reina de las abejas ". Billboard, dijo que "A diferencia de RedOne, «Roman Reloaded» es una canción más tradicional del hip-hop que ofrece, con contundente producción y los versos de Lil Wayne".

## Presentaciones en vivo
Minaj realizó «Roman Reloaded» por primera vez en 106&Park el 3 de abril de 2012, junto con «HOV Lane», «I Am Your Leader», «Beez in the Trap», «Champion», «Right by My Side» y «Fire Burns».

## Formato
| — Descarga digital |                                  |          |  |
| N.º                | Título                           | Duración |  |
| 1.                 | «Roman Reloaded» (con Lil Wayne) | 3:16     |  |

## Posicionamiento
| Lista (2012)                         | Mejor Posición |
| ------------------------------------ | -------------- |
| Reino Unido (UK Singles Chart)       | 143            |
| Reino Unido (UK R&B Chart)           | 40             |
| US Billboard Hot 100                 | 70             |
| US Hot R&B/Hip-Hop Songs (Billboard) | 57             |